# 埃爾瓦斯頓 (伊利諾伊州)
埃爾瓦斯頓（英語：Elvaston）是位於美國伊利諾伊州漢考克縣的一個村落。

## 地理
埃爾瓦斯頓的座標為40°23′49″N 91°15′01″W / 40.39694°N 91.25028°W，而該地最高點為海拔高度201米（即659英尺）。

## 人口
根據2010年美國人口普查的數據，埃爾瓦斯頓的面積為2.07平方千米，當中陸地面積為2.07平方千米，而水域面積為0.00平方千米。當地共有人口165人，而人口密度為每平方千米79人。